# أل هابارد (عسكري)
أل هابارد (بالإنجليزية: Al Hubbard)‏ هو عسكري أمريكي، ولد في 1936.